# Elite
Elite (Frans: élite uit Latijn eligere = uitkiezen) is een kleine groep binnen een maatschappij, met buitengewone kwalificaties of privileges, waardoor zij op een bepaald vlak de hoogste positie inneemt. Zo kan er binnen een samenleving sprake zijn van een politieke, militaire, economische en een culturele elite.
Volledig egalitaire samenlevingen komen niet voor, er is altijd wel sprake van enige sociale ongelijkheid. Deze kan gebaseerd zijn op zaken als aanzien, macht, afkomst, bezit, verkiezing, kennis en ervaring. In het geval dat afkomst een rol speelt, kan een bovenklasse ontstaan.
Doordat elites zich aan de bovenkant van de maatschappij bevinden, kunnen deze selectiecriteria zich onttrekken aan controle vanuit de rest van de maatschappij. Dit geldt vooral voor totalitaire systemen, maar ook in een bureaucratie, expertocratie of meritocratie kunnen de criteria onduidelijk zijn.

## Etymologie

### Elite
Elite is een uitverkoren groep van bevoorrechte mensen: in het Nederlands de keur, het uitgelezen gedeelte (van de bevolking). Elite is ontleend aan het Franse élite (Oudfrans eslite, keuze). Het Franse élite komt van het Latijnse ēligere, verkiezen, gevormd uit ex-, uit-, en het werkwoord legere, uitlezen, kiezen.
De elite van een natie was een uitgelezen minderheid die bijzondere sociale, geestelijke en zedelijke kwaliteiten geacht werd te bezitten en die als geprivilegieerde, leidinggevende groep optrad in een hiërarchisch opgebouwde maatschappij. Selecties waren drieledig: bloed, bezit en prestatie bepaalden of iemand wel of niet tot de elite behoorde (periode 16e tot 19e eeuw). Pas in de 20e eeuw begonnen klassenmaatschappijen te wankelen. In de jaren 1960 waren er heftige discussies in de politiek tussen links en rechts over de elite en elitarisme (= het bevorderen van de belangen van de elite). Hierdoor heeft 'elite' in het Nederlands in het algemeen een negatieve connotatie gekregen.

### Elitair
Elitair betekent bestemd voor een elite. Het is ontleend van het Franse élitaire. In het Frans zijn in de jaren 1960 twee bijvoeglijke naamwoorden élitaire en élitiste gevormd als afleiding bij élite, maar omdat het Frans, veel meer dan het Nederlands, élite ook in een positieve betekenis gebruikt, hebben deze bijvoeglijke naamwoorden zich later in betekenis gedifferentieerd: élitaire, behorend tot een elite, heeft nu geen enkele negatieve connotatie, terwijl  'élitiste' nu met het Nederlandse elitair correspondeert. Het afkeurende woord elitair deed bij in het Nederlands ruim opgeld in de links-rechts-polemiek begin jaren 1970.